# Łowoszów
Łowoszów (deutsch Lowoschau) ist eine Ortschaft in Oberschlesien. Łowoszów befindet sich in der Gemeinde Olesno im Powiat Oleski.

## Geographie

### Geographische Lage
Das Dorf Łowoszów liegt im nordöstlichen Teil Oberschlesiens im Rosenberger Land. Das Dorf Łowoszów liegt rund zwei Kilometer westlich der Kreisstadt Olesno und etwa 44 Kilometer nordöstlich der Woiwodschaftshauptstadt Opole.
Der Ort liegt in der Wyżyna Woźnicko-Wieluńska (Woischnik-Wieluń Hochland) innerhalb der Obniżenie Liswarty (Lisswarther Senke). Durch den Ort verläuft die Woiwodschaftsstraße Droga wojewódzka 494. Durch Łowoszów fließt die Budkowiczanka (Budkowitzer Bach), ein linker Nebenfluss des Stobers (poln. Stobrawa).

### Nachbarorte
Nachbarorte von Łowoszów sind im Westen Wędrynia/Wendrin und im Osten der Gemeindesitz Olesno (Rosenberg O.S.).

## Geschichte

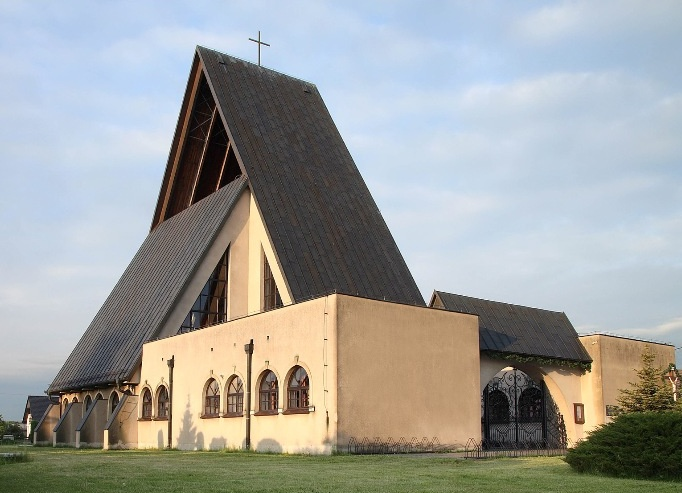
Kirche in Łowoszów

Der Ortsname wird zurückgeführt auf ein polnisches Łowosow mit der Bedeutung Jägerdorf.
Nach dem Ersten Schlesischen Krieg 1742 fiel Lowoschau mit dem größten Teil Schlesiens an Preußen. Der Ort wurde 1783 im Buch Beyträge zur Beschreibung von Schlesien als Lowoschau erwähnt, gehörte einem Graf von Gaschin und lag im Kreis Rosenberg des Fürstentums Oppeln. Damals hatte er 172 Einwohner, zwei Vorwerke, 10 Gärtner und 6 Häusler.
Nach der Neuorganisation der Provinz Schlesien gehörte die Landgemeinde Lowoschau ab 1816 zum Landkreis Rosenberg O.S. im Regierungsbezirk Oppeln. 1845 bestanden im Dorf ein Vorwerk, eine Brauerei, eine Brennerei und 47 Häuser. Im gleichen Jahr lebten in Lowoschau 394 Menschen, davon 15 evangelisch und 14 jüdisch. 1855 zählte das Dorf 480 Menschen. 1865 zählte der Ort 8 Ganz-, 13 Halbbauern, 8 Ganz-, 5 Halbgärtner und 4 Häusler 1874 wurde der Amtsbezirk Albrechtshof gegründet, welcher aus den Landgemeinden Albrechtsdorf, Alt Rosenberg und Lowoschau und den Gutsbezirken Albrechtsdorf, Alt Rosenberg, Lowoschau und Walzen bestand. 1885 zählte Lowoschau 368 Einwohner.
Bei der Volksabstimmung in Oberschlesien am 20. März 1921 stimmten im Ort 126 Wahlberechtigte für einen Verbleib Oberschlesiens bei Deutschland und 175 für eine Zugehörigkeit zu Polen. Auf Gut Wachow stimmten 125 für Deutschland und 69 für Polen. Lowoschau verblieb nach der Teilung Oberschlesiens beim Deutschen Reich. 1925 zählte Lowoschau 550, sowie 1933 682 Einwohner. Am 27. April 1936 wurde der Ort im Zuge einer Welle von Ortsumbenennungen der NS-Zeit in Lauschen umbenannt. Am 1. April 1938 wurde Lauschen in die Landgemeinde Kirchwalde eingemeindet. Bis 1945 befand sich der Ort im Landkreis Rosenberg.
1945 kam der bis dahin deutsche Ort unter polnische Verwaltung und wurde anschließend der Woiwodschaft Schlesien angeschlossen und ins polnische Łowoszów umbenannt. 1950 kam der Ort zur Woiwodschaft Oppeln und 1975 zur Woiwodschaft Tschenstochau. 1999 kam der Ort zum wiedergegründeten Powiat Oleski und wieder zur Woiwodschaft Oppeln.

## Sehenswürdigkeiten
- Die römisch-katholische Maria-Hilf-Kirche (poln. Kościół Najświętszej Maryi Panny Wspomożenia Wiernych) wurde 1987 erbaut.

## Vereine
- Freiwillige Feuerwehr OSP Łowoszów.